# Alemonia
Alemonia (også Alemona) er i den romerske mytologi gudinde med ansvar for beskyttelse af fostre i livmoderen. Ældre romersk mytologi fokuserede på gensidige og komplekse relationer mellem guder og mennesker. I dette fastholdt romerne en stor mængde af guddomme med usædvanligt specifikke ansvarsområder. En undergruppe af guder tog sig af områderne omkring barndom og opvækst. I dette felt blev Alemonias ansvarsområde beskyttelse af det ufødte barn.